# Éterpigny (Somma)
Eterpigny – miejscowość i gmina we Francji, w regionie Hauts-de-France, w departamencie Somma.
Według danych na rok 2011 gminę zamieszkiwało 175 osób, a gęstość zaludnienia wynosiła 43 osoby/km² (wśród 2293 gmin Pikardii Eterpigny plasuje się na 812. miejscu pod względem liczby ludności, natomiast pod względem powierzchni na miejscu 967.).